# میگل سولا
میگل سولا (انگلیسی: Miguel Sola؛ زادهٔ ۲۹ سپتامبر ۱۹۵۷) بازیکن فوتبال اهل اسپانیا است.
از باشگاه‌هایی که در آن بازی کرده‌است می‌توان به باشگاه فوتبال اتلتیک بیلبائو، باشگاه فوتبال دپورتیوو آلاوس، باشگاه فوتبال اتلتیک بیلبائو بی، و باشگاه فوتبال اوساسونا اشاره کرد.